# Lista de primeiros-ministros da Itália
O Primeiro-ministro da Itália, oficialmente denominado Presidente do Conselho de Ministros da Itália, é o chefe de governo da República Italiana. Esta é uma lista dos Presidentes do Conselho de Ministros da Itália desde o estabelecimento deste cargo, em 1861. O Primeiro-ministro, como também é denominado, é designado pelo Presidente da República após cada eleição geral. Apesar de ser o chefe de governo, o Primeiro-ministro não detém o poder de dissolver o Parlamento ou destituir ministros. 
Nesta lista estão relacionados os primeiros-ministros do Reino de Itália, que perdurou de 1861 a 1946 e os primeiros-ministros da República Italiana, estabelecida em 1946. O primeiro ocupante do cargo foi Camillo Benso di Cavour, empossado em 1861 pelo Rei Vítor Emanuel II, e sucedido no mesmo ano por Bettino Ricasoli após sua morte repentina. O Reino de Itália foi governado por quarenta e quatro primeiros-ministros. Em 1946, com a formação da república, Alcide De Gasperi permaneceu como Primeiro-ministro, sendo portanto, o último primeiro-ministro da Itália monárquica e o primeiro primeiro-ministro da Itália republicana.  

## Lista de primeiros-ministros
| 1861–1912 Direita Histórica Esquerda Histórica 1912–1922 Partido Socialista Reformista Italiano Partido Radical União Liberal 1922–1943 Partido Nacional Fascista |  | 1943–1946 Partido Democrático do Trabalho Democracia Cristã Partido da Ação 1946–1994 Democracia Cristã Partido Republicano Partido Socialista Independente 1994–presente Centro-direita (FI/PdL) Democratas (Ulivo/PD) Conservador (FdI) |

| Reino de Itália (1861-1946)          |                   |                            |                         |                         |                                 |                      |
| Nº                                   | Primeiro-ministro | Primeiro-ministro          | Mandato                 | Mandato                 | Partido                         | Monarca              |
| 1                                    |                   | Camillo Benso di Cavour    | 23 de Março de 1861     | 12 de Junho de 1861     | Direita Histórica               | Vítor Emanuel II     |
| 2                                    |                   | Bettino Ricasoli           | 12 de Junho de 1861     | 3 de Março de 1862      | Direita Histórica               | Vítor Emanuel II     |
| 3                                    |                   | Urbano Rattazzi            | 3 de Março de 1862      | 8 de Dezembro de 1862   | Esquerda Histórica              | Vítor Emanuel II     |
| 4                                    |                   | Luigi Carlo Farini         | 8 de Dezembro de 1862   | 24 de Março de 1863     | Direita Histórica               | Vítor Emanuel II     |
| 5                                    |                   | Marco Minghetti            | 24 de Março de 1863     | 28 de Setembro de 1864  | Direita Histórica               | Vítor Emanuel II     |
| 6                                    |                   | Alfonso Ferrero la Marmora | 28 de Setembro de 1864  | 20 de Junho de 1866     | – (Militar)                     | Vítor Emanuel II     |
| 7                                    |                   | Bettino Ricasoli           | 20 de Junho de 1866     | 10 de Abril de 1867     | Direita Histórica               | Vítor Emanuel II     |
| 8                                    |                   | Urbano Rattazzi            | 10 de Abril de 1867     | 27 de Outubro de 1867   | Esquerda Histórica              | Vítor Emanuel II     |
| 9                                    |                   | Luigi Federico Menabrea    | 27 de Outubro de 1867   | 14 de Dezembro de 1869  | Direita Histórica               | Vítor Emanuel II     |
| 10                                   |                   | Giovanni Lanza             | 14 de Dezembro de 1869  | 10 de Julho de 1873     | Direita Histórica               | Vítor Emanuel II     |
| 11                                   |                   | Marco Minghetti            | 10 de Julho de 1873     | 25 de Março de 1876     | Direita Histórica               | Vítor Emanuel II     |
| 12                                   |                   | Agostino Depretis          | 25 de Março de 1876     | 24 de Março de 1878     | Esquerda Histórica              | Vítor Emanuel II     |
| 13                                   |                   | Benedetto Cairoli          | 24 de Março de 1878     | 19 de Dezembro de 1878  | Esquerda Histórica              | Humberto I           |
| 14                                   |                   | Agostino Depretis          | 19 de Dezembro de 1878  | 14 de Julho de 1879     | Esquerda Histórica              | Humberto I           |
| 15                                   |                   | Benedetto Cairoli          | 14 de Julho de 1879     | 29 de Maio de 1881      | Esquerda Histórica              | Humberto I           |
| 16                                   |                   | Agostino Depretis          | 29 de Maio de 1881      | 29 de Julho de 1887     | Esquerda Histórica              | Humberto I           |
| 17                                   |                   | Francesco Crispi           | 29 de Julho de 1887     | 6 de Fevereiro de 1891  | Esquerda Histórica              | Humberto I           |
| 18                                   |                   | Antonio Starabba di Rudinì | 6 de Fevereiro de 1891  | 15 de Maio de 1892      | Direita Histórica               | Humberto I           |
| 19                                   |                   | Giovanni Giolitti          | 15 de Maio de 1892      | 15 de Dezembro de 1893  | Esquerda Histórica              | Humberto I           |
| 20                                   |                   | Francesco Crispi           | 15 de Dezembro de 1893  | 10 de Março de 1896     | Esquerda Histórica              | Humberto I           |
| 21                                   |                   | Antonio Starabba di Rudinì | 10 de Março de 1896     | 29 de Junho de 1898     | Direita Histórica               | Humberto I           |
| 22                                   |                   | Luigi Pelloux              | 29 de Junho de 1898     | 24 de Junho de 1900     | – (Militar)                     | Humberto I           |
| 23                                   |                   | Giuseppe Saracco           | 24 de Junho de 1900     | 15 de Fevereiro de 1901 | Esquerda Histórica              | Humberto I           |
| 24                                   |                   | Giuseppe Zanardelli        | 15 de Fevereiro de 1901 | 3 de Novembro de 1903   | Esquerda Histórica              | Vítor Emanuel III    |
| 25                                   |                   | Giovanni Giolitti          | 3 de Novembro de 1903   | 12 de Março de 1905     | Esquerda Histórica              | Vítor Emanuel III    |
| 26                                   |                   | Tommaso Tittoni            | 12 de Março             | 28 de Março de 1905     | Direita Histórica               | Vítor Emanuel III    |
| 27                                   |                   | Alessandro Fortis          | 28 de Março de 1905     | 8 de Fevereiro de 1906  | Esquerda Histórica              | Vítor Emanuel III    |
| 28                                   |                   | Sidney Sonnino             | 8 de Fevereiro          | 29 de Maio de 1906      | Direita Histórica               | Vítor Emanuel III    |
| 29                                   |                   | Giovanni Giolitti          | 29 de Maio de 1906      | 11 de Dezembro de 1909  | Esquerda Histórica              | Vítor Emanuel III    |
| 30                                   |                   | Sidney Sonnino             | 11 de Dezembro de 1909  | 31 de Março de 1910     | Direita Histórica               | Vítor Emanuel III    |
| 31                                   |                   | Luigi Luzzatti             | 31 de Março de 1910     | 30 de Março de 1911     | Direita Histórica               | Vítor Emanuel III    |
| 32                                   |                   | Giovanni Giolitti          | 30 de Março de 1911     | 21 de Março de 1914     | União Liberal                   | Vítor Emanuel III    |
| 33                                   |                   | Antonio Salandra           | 21 de Março de 1914     | 18 de Junho de 1916     | União Liberal                   | Vítor Emanuel III    |
| 34                                   |                   | Paolo Boselli              | 18 de Junho de 1916     | 29 de Outubro de 1917   | União Liberal                   | Vítor Emanuel III    |
| 35                                   |                   | Vittorio Emanuele Orlando  | 29 de Outubro de 1917   | 23 de Junho de 1919     | União Liberal                   | Vítor Emanuel III    |
| 36                                   |                   | Francesco Saverio Nitti    | 23 de Junho de 1919     | 15 de Junho de 1920     | Partido Radical                 | Vítor Emanuel III    |
| 37                                   |                   | Giovanni Giolitti          | 15 de Junho de 1920     | 4 de Julho de 1921      | União Liberal                   | Vítor Emanuel III    |
| 38                                   |                   | Ivanoe Bonomi              | 4 de Julho de 1921      | 26 de Fevereiro de 1922 | Partido Socialista Reformista   | Vítor Emanuel III    |
| 39                                   |                   | Luigi Facta                | 26 de Fevereiro de 1922 | 31 de Outubro de 1922   | União Liberal                   | Vítor Emanuel III    |
| 40                                   |                   | Benito Mussolini           | 31 de Outubro de 1922   | 25 de Julho de 1943     | Partido Nacional Fascista       | Vítor Emanuel III    |
| 41                                   |                   | Pietro Badoglio            | 25 de Julho de 1943     | 18 de Junho de 1944     | – (Militar)                     | Vítor Emanuel III    |
| 42                                   |                   | Ivanoe Bonomi              | 18 de Junho de 1944     | 19 de Junho de 1945     | Partido Democrático do Trabalho | Humberto II          |
| 43                                   |                   | Ferruccio Parri            | 21 de Junho de 1945     | 8 de Dezembro de 1945   | Partido de Ação                 | Humberto II          |
| 44                                   |                   | Alcide De Gasperi          | 10 de Dezembro de 1945  | 10 de Julho de 1946     | Democracia Cristã               | Humberto II          |
| República Italiana (1946 – presente) |                   |                            |                         |                         |                                 |                      |
| Nº                                   | Primeiro-ministro | Primeiro-ministro          | Mandato                 | Mandato                 | Partido                         | Presidente           |
| 44                                   |                   | Alcide De Gasperi          | 13 de Julho de 1946     | 17 de agosto de 1953    | Democracia Cristã               | Enrico De Nicola     |
| 45                                   |                   | Giuseppe Pella             | 17 de Agosto de 1953    | 12 de Janeiro de 1954   | Democracia Cristã               | Luigi Einaudi        |
| 46                                   |                   | Amintore Fanfani           | 18 de Janeiro de 1954   | 8 de Fevereiro de 1954  | Democracia Cristã               | Luigi Einaudi        |
| 47                                   |                   | Mario Scelba               | 10 de Fevereiro de 1954 | 2 de Julho de 1955      | Democracia Cristã               | Luigi Einaudi        |
| 48                                   |                   | Antonio Segni              | 6 de Julho de 1955      | 15 de Maio de 1957      | Democracia Cristã               | Giovanni Gronchi     |
| 49                                   |                   | Adone Zoli                 | 19 de Maio de 1957      | 1 de Julho de 1958      | Democracia Cristã               | Giovanni Gronchi     |
| 50                                   |                   | Amintore Fanfani           | 1 de Julho de 1958      | 15 de Fevereiro de 1959 | Democracia Cristã               | Giovanni Gronchi     |
| 51                                   |                   | Antonio Segni              | 15 de Fevereiro de 1959 | 23 de Março de 1960     | Democracia Cristã               | Giovanni Gronchi     |
| 52                                   |                   | Fernando Tambroni          | 25 de Março de 1960     | 26 de Julho de 1960     | Democracia Cristã               | Giovanni Gronchi     |
| 53                                   |                   | Amintore Fanfani           | 26 de Julho de 1960     | 21 de Junho de 1963     | Democracia Cristã               | Antonio Segni        |
| 54                                   |                   | Giovanni Leone             | 21 de Junho de 1963     | 4 de Dezembro de 1963   | Democracia Cristã               | Antonio Segni        |
| 55                                   |                   | Aldo Moro                  | 4 de Dezembro de 1963   | 24 de Junho de 1968     | Democracia Cristã               | Antonio Segni        |
| 56                                   |                   | Giovanni Leone             | 24 de Junho de 1968     | 12 de Dezembro de 1968  | Democracia Cristã               | Giuseppe Saragat     |
| 57                                   |                   | Mariano Rumor              | 12 de Dezembro de 1968  | 6 de Agosto de 1970     | Democracia Cristã               | Giuseppe Saragat     |
| 58                                   |                   | Emilio Colombo             | 6 de Agosto de 1970     | 17 de Fevereiro de 1972 | Democracia Cristã               | Giuseppe Saragat     |
| 59                                   |                   | Giulio Andreotti           | 17 de Fevereiro de 1972 | 7 de Julho de 1973      | Democracia Cristã               | Giovanni Leone       |
| 60                                   |                   | Mariano Rumor              | 7 de Julho de 1973      | 23 de Novembro de 1974  | Democracia Cristã               | Giovanni Leone       |
| 61                                   |                   | Aldo Moro                  | 23 de Novembro de 1974  | 29 de Julho de 1976     | Democracia Cristã               | Giovanni Leone       |
| 62                                   |                   | Giulio Andreotti           | 29 de Julho de 1976     | 4 de Agosto de 1979     | Democracia Cristã               | Giovanni Leone       |
| 63                                   |                   | Francesco Cossiga          | 4 de Agosto de 1979     | 18 de Outubro de 1980   | Democracia Cristã               | Sandro Pertini       |
| 64                                   |                   | Arnaldo Forlani            | 18 de Outubro de 1980   | 28 de Junho de 1981     | Democracia Cristã               | Sandro Pertini       |
| 65                                   |                   | Giovanni Spadolini         | 28 de Junho de 1981     | 1 de Dezembro de 1982   | Partido Republicano Italiano    | Sandro Pertini       |
| 66                                   |                   | Amintore Fanfani           | 1 de Dezembro de 1982   | 4 de Agosto de 1983     | Democracia Cristã               | Sandro Pertini       |
| 67                                   |                   | Bettino Craxi              | 4 de Agosto de 1983     | 17 de Abril de 1987     | Partido Socialista Italiano     | Francesco Cossiga    |
| 68                                   |                   | Amintore Fanfani           | 17 de Abril de 1987     | 28 de Julho de 1987     | Democracia Cristã               | Francesco Cossiga    |
| 69                                   |                   | Giovanni Goria             | 28 de Julho de 1987     | 13 de Abril de 1988     | Democracia Cristã               | Francesco Cossiga    |
| 70                                   |                   | Ciriaco De Mita            | 13 de Abril de 1988     | 22 de Julho de 1989     | Democracia Cristã               | Francesco Cossiga    |
| 71                                   |                   | Giulio Andreotti           | 22 de Julho de 1989     | 24 de Abril de 1992     | Democracia Cristã               | Francesco Cossiga    |
| 72                                   |                   | Giuliano Amato             | 28 de Junho de 1992     | 28 de Abril de 1993     | Partido Socialista Italiano     | Oscar Luigi Scalfaro |
| 73                                   |                   | Carlo Azeglio Ciampi       | 28 de Abril de 1993     | 10 de Maio de 1994      | Independente                    | Oscar Luigi Scalfaro |
| 74                                   |                   | Silvio Berlusconi          | 10 de Maio de 1994      | 17 de Janeiro de 1995   | Força Itália                    | Oscar Luigi Scalfaro |
| 75                                   |                   | Lamberto Dini              | 17 de Janeiro de 1995   | 17 de Maio de 1996      | Independente                    | Oscar Luigi Scalfaro |
| 76                                   |                   | Romano Prodi               | 17 de Maio de 1996      | 21 de Outubro de 1998   | A Oliveira                      | Oscar Luigi Scalfaro |
| 77                                   |                   | Massimo D'Alema            | 21 de Outubro de 1998   | 25 de abril de 2000     | Democratas de Esquerda          | Carlo Azeglio Ciampi |
| 78                                   |                   | Giuliano Amato             | 25 de Abril de 2000     | 11 de Junho de 2001     | A Oliveira                      | Carlo Azeglio Ciampi |
| 79                                   |                   | Silvio Berlusconi          | 11 de junho de 2001     | 17 de maio de 2006      | Força Itália                    | Carlo Azeglio Ciampi |
| 80                                   |                   | Romano Prodi               | 17 de maio de 2006      | 8 de maio de 2008       | A Oliveira                      | Giorgio Napolitano   |
| 81                                   |                   | Silvio Berlusconi          | 8 de maio de 2008       | 16 de novembro de 2011  | O Povo da Liberdade             | Giorgio Napolitano   |
| 82                                   |                   | Mario Monti                | 16 de novembro de 2011  | 28 de abril de 2013     | Independente                    | Giorgio Napolitano   |
| 83                                   |                   | Enrico Letta               | 28 de abril de 2013     | 22 de fevereiro de 2014 | Partido Democrático             | Giorgio Napolitano   |
| 84                                   |                   | Matteo Renzi               | 22 de fevereiro de 2014 | 12 de dezembro de 2016  | Partido Democrático             | Sergio Mattarella    |
| 85                                   |                   | Paolo Gentiloni            | 12 de dezembro de 2016  | 1 de junho de 2018      | Partido Democrático             | Sergio Mattarella    |
| 86                                   |                   | Giuseppe Conte             | 1 de junho de 2018      | 13 de fevereiro de 2021 | Independente                    | Sergio Mattarella    |
| 87                                   |                   | Mario Draghi               | 13 de fevereiro de 2021 | 22 de outubro de 2022   | Independente                    | Sergio Mattarella    |
| 88                                   |                   | Giorgia Meloni             | 22 de outubro de 2022   | Incumbente              | Fratelli d'Italia               | Sergio Mattarella    |